# Worcester Reed Warner

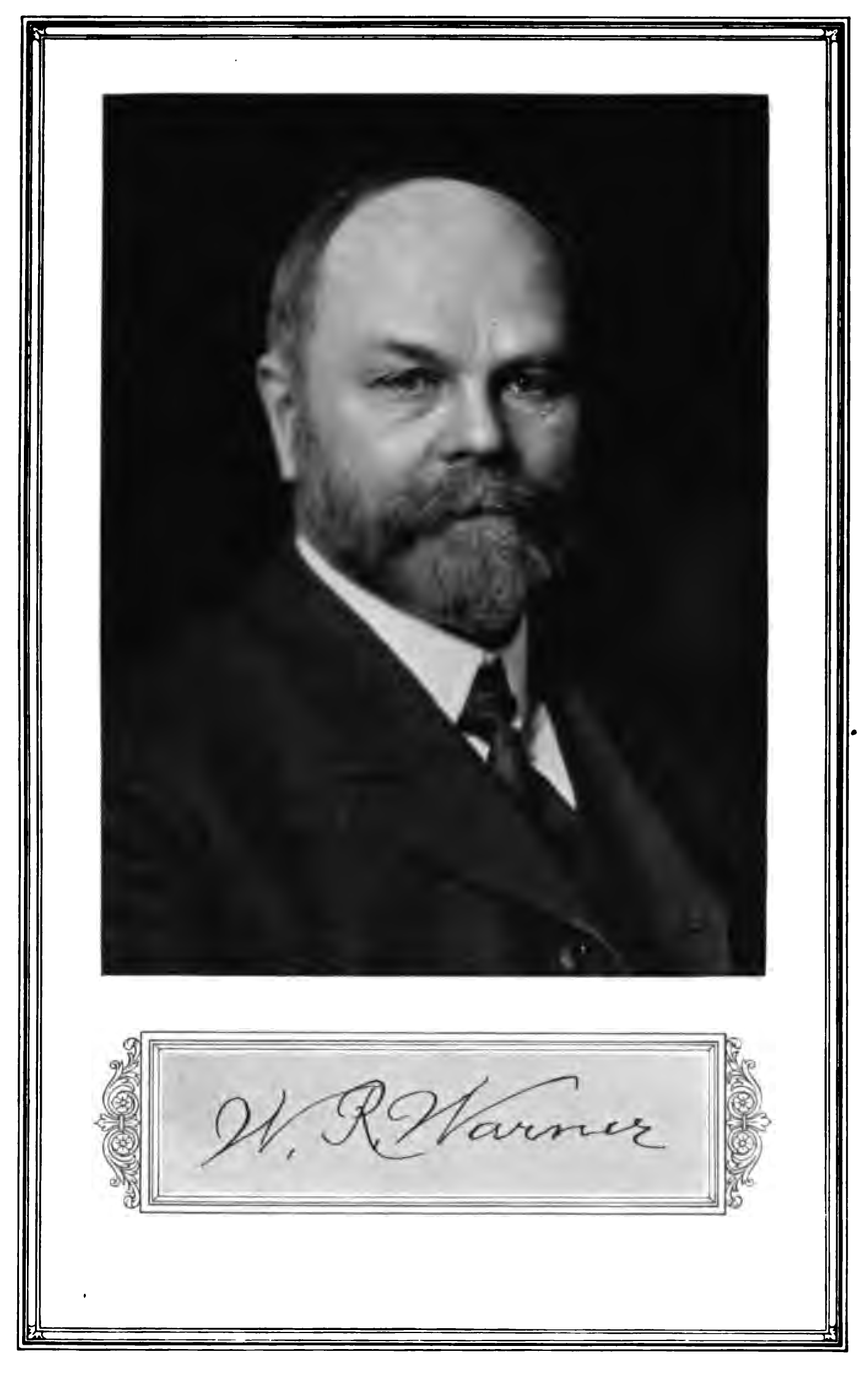
Worcester Reed Warner

Worcester Reed Warner (Cummington, 16 mei 1846 – Eisenach, 25 juni 1929) was een Amerikaans ingenieur mechanica, astronoom, en filantroop. Samen met Ambrose Swasey richtte hij Warner & Swasey Company op.

## Biografie
Hij werkte enige tijd voor Pratt & Whitney in Hartford, Connecticut vanaf 1870. In 1880 richtte hij een machinefabriek op samen met Ambrose Swasey. De firma was oorspronkelijk gevestigd in Chicago maar verhuisde kort daarop naar Cleveland. Worcester Warner ontwierp in 1888 de 36 inch (91 cm) refractortelescoop die in het Lick Observatory staat. Hij bouwde later nog telescopen die gebruikt werden in Canada en Argentinië.
Hij was lid van de American Society of Mechanical Engineers en van 1897 tot 1898 werd hij er de 16de voorzitter. Hij was ook voorzitter van de raad van bestuur van Warner & Swasey Company waarvan hij in 1911 op pensioen ging.
Door zijn voorliefde voor astronomie schonk hij een observatorium aan de Case School of Applied Science dat Warner and Swasey Observatory werd genoemd.
Hij ligt begraven op Sleepy Hollow Cemetery te Sleepy Hollow.

## Erkentelijkheden
- Het Warner gebouw op de Case Western Reserve University huisvest het "Worcester Reed Warner Laboratorium" door hem gefinancierd en naar hem genoemd.
- De krater Warner op de Maan is naar hem genoemd.
- De Worcester Reed Warner Medal een prijs van de ASME is eveneens naar hem genoemd.[3]

- International Standard Name Identifier: 0000 0000 3293 4685
- Library of Congress Control Number: n93015822
- SNAC: w6gx568f
- Virtual International Authority File: 23806091
- WorldCat: E39PBJkHmyHXhbJqj3m7p9mfMP